# Kołobowka (obwód wołgogradzki)
Kołobowka (ros. Колобовка) – wieś w Rosji, w obwodzie wołgogradzkim, w rejonie lenińskim. W 2010 liczyła 862 mieszkańców.